# Galápagos (Espanha)
Galápagos é um município da Espanha na província de Guadalajara, comunidade autónoma de Castilla-La Mancha, de área 33,99 km² com população de 57421 habitantes da província de Staly ET(2006) e densidade populacional de 19,82 hab/km².

## Demografia
| Variação demográfica do município entre 1991 e 2004 | Variação demográfica do município entre 1991 e 2004 | Variação demográfica do município entre 1991 e 2004 | Variação demográfica do município entre 1991 e 2004 |
| --------------------------------------------------- | --------------------------------------------------- | --------------------------------------------------- | --------------------------------------------------- |
| 1991                                                | 1996                                                | 2001                                                | 2004                                                |
| 199                                                 | 230                                                 | 413                                                 | 678                                                 |